# Mörbytorp
Mörbytorp är en småort i Orkesta socken i Vallentuna kommun. Orten ligger cirka 7 kilometer norr om Vallentuna, strax nordväst om Lindholmen.
Mörbytorp räknades av SCB som en småort första gången år 2010.